# 罗斯柴尔德公园

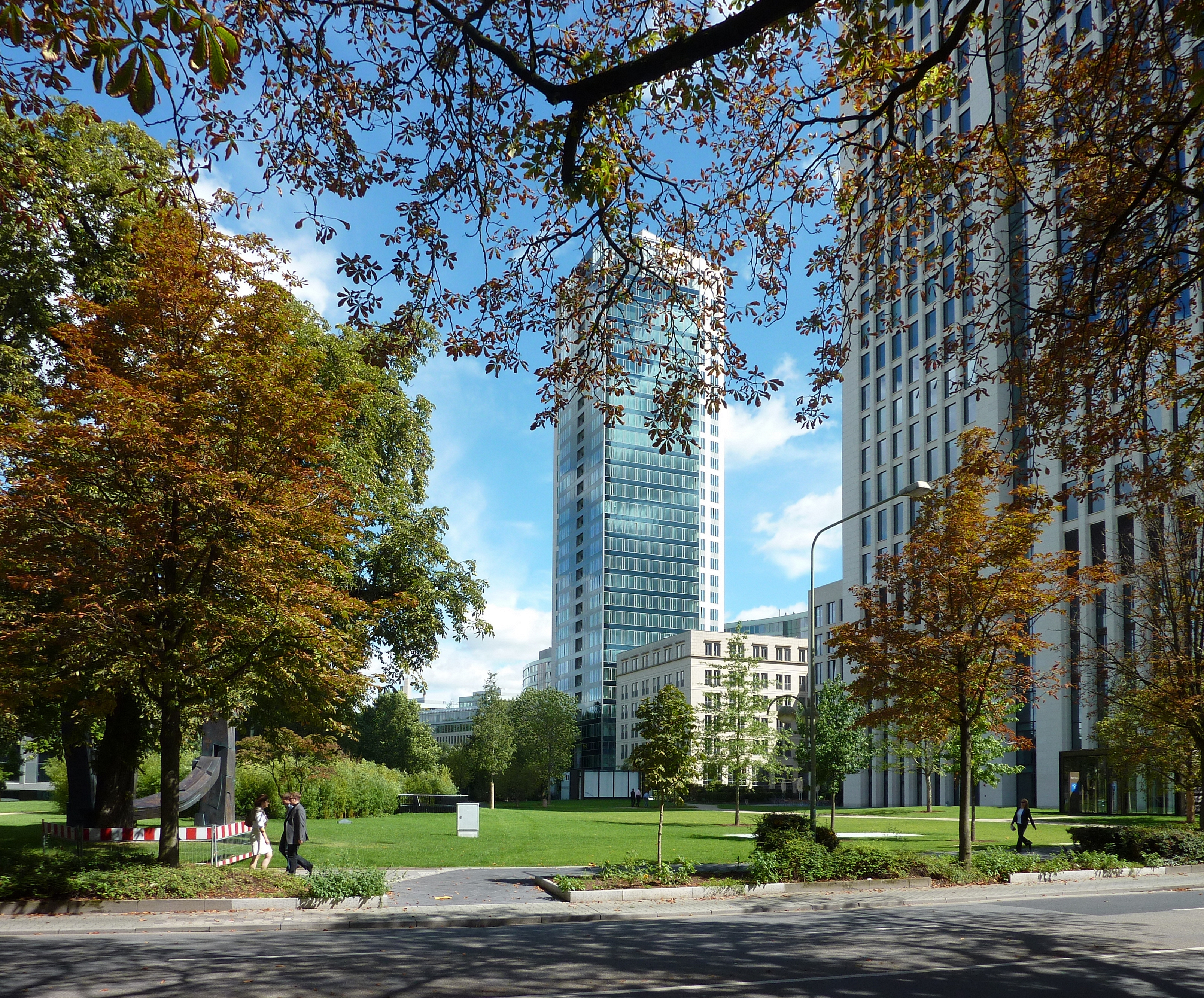

罗斯柴尔德公园（德語：Rothschildpark）是德国法兰克福的一个公园，位于银行区，歌剧院塔楼以北，毗邻歌剧院广场。公园以发源于法兰克福的银行家族罗斯柴尔德家族命名。

## 历史
公园的历史可以追溯到1810年，当时阿姆谢尔·梅耶·罗斯柴尔德在该地区买下了一块乡村住宅。从1830年起，罗斯柴尔德家族将其扩建为一座宏伟的“宫殿”。从1832年开始，其周围被开发成一个英式庭园。1869年至1870年间，威廉·卡尔·冯·罗斯柴尔德男爵进一步扩建了花园和宫殿。1943年，罗斯柴尔德宫殿在英国的一次空袭中被摧毁。自1950年以来，公园归法兰克福市所有。公园目前比原来小，因为它的一部分已经出售用于房地产开发。。 